# Целово
Целово — деревня в Степановском сельском поселении Галичского района Костромской области России.

## История
Согласно Спискам населенных мест Российской империи в 1872 году деревня относилась к 1 стану Галичского уезда Костромской губернии. В ней числилось 5 дворов, проживало 15 мужчин и 20 женщин.
Согласно переписи населения 1897 года в деревне проживало 49 человек (23 мужчины и 26 женщин).
Согласно Списку населенных мест Костромской губернии в 1907 году деревня относилась к Вознесенской волости Галичского уезда Костромской губернии. По сведениям волостного правления за 1907 год в ней числилось 11 крестьянских дворов и 61 житель.
До муниципальной реформы 2010 года деревня входила в состав Толтуновского сельского поселения.

## Население
Численность населения деревни менялась по годам:
| Население по годам  |      |      |      |      |      |
| Год                 | 1877 | 1897 | 1907 | 2008 | 2012 |
| Жителей             | 35   | 49   | 61   | 1    | 1    |
| Крестьянских дворов | 5    | —    | 11   | —    | —    |

| 2008 | 2010 | 2012 | 2014 |
| ---- | ---- | ---- | ---- |
| 1    | ↘0   | ↗1   | →1   |